# 泉南市立西信達小学校
泉南市立西信達小学校（せんなんしりつにししんだちしょうがっこう）は、大阪府泉南市にある公立小学校。

## 交通
- 南海本線 岡田浦駅 すぐ。

## 著名な出身者
- ZAZY[1]（芸人）